# میدان چهار شیر
میدان چهار شیر در اهواز واقع شده و مربوط به دوره پهلوی در زمان تصدی شهرداری صمد سلامی است. میدان چهارشیر از چهار مجسمهٔ سنگی به شکل شیر تشکیل شده است که چهارشیر آن روبه چهار ورودی شهر (ورودی‌های قدیم اهواز) نشسته اند. این میدان به دلیل نشان دادن چهار جهت اصلی و نماد شهر اهواز برای این شهر و مردم آن ارزش فراوانی دارد. شیر حیوانی است که خاستگاه آن در استان خوزستان بوده و آخرین شیر ایرانی هم در خوزستان دیده شده است. نام این میدان را به شهید بندر تغییر داده‌اند اما مردم اهواز همچنان آن را با نام چهار شیر می‌خوانند و بسیاری از مردم نام شهید بندر را نمی‌شناسند. متأسفانه در سال ۱۳۹۷ با افتتاح یک تقاطع غیر همسطح در این مکان میدان چهار شیر برای همیشه از این مکان برداشته شد. این اثر در تاریخ ۱۰ دی ۱۳۸۱ با شمارهٔ ثبت ۷۰۴۰ به‌عنوان یکی از آثار ملی ایران به ثبت رسیده‌است.